# Повстанська армія імені Батька Махна
Повстанська армія імені Батьки Махно - повстанське збройне формування на чолі з Махно Н, Яка існувала з 26 листопада 1918 року до 15 лютого 1919 року коли вона була включена до складу РСЧА як 1-ша Задніпровська бригада.

## Історія
26 листопада 1918 року Махно Н. на чолі свого загону у 800 повстанців зайняв Гуляйполе, Пологи, Оріхів, Гайчур. Новокарлівку та навколишні сіла та відновили Вільну територію. Для оборони Вільної території в Гуляйпіллі був створений Штаб Повстанської армії імені Батьки Махно, якому який очолив Махно Н., і якому в оперативному плані підпорядковувались усі повстанські загони Вільної території. Штаб складався з Щуся Ф., Чубенко О., Білаша В., Каретника С., Марченко О., Куриленко В. Штаб розташувався у місті Гуляйполе.
Штаб постановив утворити чотири фронти, на яких представники штабу об'єднають усі місцеві дрібні повстанські загони у фронтові групи. В ході обговорень був обраний командиром гришинської дільниці фронту Платонов П. і командири пологівської дільниці фронту Тихненко, Красовський. В обов'язок командирів групи входило:
"Боїдільничні командири у своїй ініціативі зі стягування повстанських загонів у відомій місцевості одну бойову групу та запровадження в ній революційної дисципліни – самостійні. Вони вводять та закріплюють у житті групи ці організаційні засади за згодою повстанської маси цієї групи. В оперативному відношенні вони повністю підкоряються головному Штабу Повстанських військ імені Батька Махна та Батька безпосередньо"
Одразу після призначення Петренко П. виїхав на гришинську ділянку фронту для організації місцевого повстанства і для стримування просування в глиб Вільної території частин російської Донської армії, а командири Тихенко і Красновський з тією ж ціллю виїхали у Пологи для стримування просування в глиб Вільної території частин російського Кримсько-Азовського корпусу Добровольчої армії.

## Командування
- Командир - Махно Н.

- Штаб Повстанської армії - ЩусЬ Ф., Чубенко О., Білаш В., Каретников С., Марченко О., Куриленко В.

- Гришинська група - Петренко П.

- Пологівська група - Тихненко, Красовський.

## Склад
27 листопада 1918 року
- Гришинська група
- Пологівська група